# 穆斯林征服黎凡特
穆斯林征服黎凡特（阿拉伯语：‎，羅馬化：Fath eş-Şâm ）又稱阿拉伯人征服叙利亚， 是指公元634年至638年期間，正统哈里发阿布·伯克尔和哈立德·本·瓦利德發起的進攻叙利亚的戰役，它是阿拉伯-拜占庭战争的一部分。戰後黎凡特被阿拉伯穆斯林控制，黎凡特也被阿拉伯穆斯林稱為沙姆地区。
在穆罕默德還活著的時候，阿拉伯人和拜占庭帝國就在黎凡特南部边境爆發冲突，634年起，阿拉伯人才正式開始征服整個黎凡特。